# Campionato mondiale femminile di pallamano 2001
Il campionato mondiale femminile di pallamano 2001 è stato la quindicesima edizione del massimo torneo di pallamano per squadre nazionali femminili, organizzato dalla International Handball Federation (IHF). Il torneo si è disputato dal 4 al 16 dicembre 2001 in Italia in quattro impianti e le finali si sono disputate a Merano. Vi hanno preso parte ventiquattro rappresentative nazionali. Il torneo è stato vinto per la prima volta dalla Russia, che in finale ha superato la Norvegia.

## Formato
Le ventiquattro nazionali partecipanti sono state suddivise in quattro gironi da sei squadre ciascuno. Le prime quattro classificate accedono direttamente alla fase a eliminazione diretta, dove si procede con partite secche dagli ottavi fino alla finale.

## Impianti
Il torneo viene disputato in quattro sedi.

## Nazionali partecipanti
| Modalità                         | Posti | Qualificate                                                               |
| -------------------------------- | ----- | ------------------------------------------------------------------------- |
| Nazionale del Paese ospitante    | 1     | Italia                                                                    |
| Campionato mondiale 1999         | 1     | Norvegia                                                                  |
| Campionato europeo 2000          | 5     | Ungheria Ucraina Russia Romania Francia                                   |
| Torneo di qualificazione europeo | 8     | Austria Spagna Svezia Paesi Bassi Danimarca Slovenia Jugoslavia Macedonia |
| Campionato asiatico 2000         | 3     | Corea del Sud Giappone Cina                                               |
| Campionato africano 2000         | 3     | Angola Rep. del Congo Tunisia                                             |
| Campionato panamericano 2000     | 3     | Brasile Uruguay Groenlandia                                               |

## Fase a gironi

### Girone A

#### Classifica
| Pos. | Squadra     | Pt | G | V | N | P | GF  | GS  | DR  |
| ---- | ----------- | -- | - | - | - | - | --- | --- | --- |
| 1.   | Danimarca   | 10 | 5 | 5 | 0 | 0 | 141 | 98  | +43 |
| 2.   | Francia     | 8  | 5 | 4 | 0 | 1 | 135 | 102 | +33 |
| 3.   | Cina        | 6  | 5 | 3 | 0 | 2 | 130 | 142 | -12 |
| 4.   | Paesi Bassi | 3  | 5 | 1 | 1 | 3 | 117 | 121 | -4  |
| 5.   | Ucraina     | 2  | 5 | 0 | 2 | 3 | 120 | 145 | -25 |
| 6.   | Macedonia   | 1  | 5 | 0 | 1 | 4 | 110 | 145 | -35 |

#### Risultati
| Bolzano 4 dicembre 2001, ore 16:30 | Paesi Bassi | 28 – 28 (15-12) | Ucraina |  |

| Bolzano 4 dicembre 2001, ore 18:30 | Francia | 31 – 17 (14-11) | Macedonia |  |

| Bolzano 4 dicembre 2001, ore 20:30 | Danimarca | 36 – 24 (19-12) | Cina |  |

| Bolzano 5 dicembre 2001, ore 16:30 | Francia | 22 – 21 (8-10) | Paesi Bassi |  |

| Bolzano 5 dicembre 2001, ore 18:30 | Cina | 32 – 29 (18-16) | Ucraina |  |

| Bolzano 5 dicembre 2001, ore 20:30 | Danimarca | 31 – 22 (14-11) | Macedonia |  |

| Bolzano 6 dicembre 2001, ore 16:30 | Cina | 24 – 23 (13-7) | Paesi Bassi |  |

| Bolzano 6 dicembre 2001, ore 18:30 | Ucraina | 22 – 22 (10-12) | Macedonia |  |

| Bolzano 6 dicembre 2001, ore 20:30 | Danimarca | 21 – 20 (10-10) | Francia |  |

| Bolzano 8 dicembre 2001, ore 16:30 | Paesi Bassi | 29 – 24 (16-9) | Macedonia |  |

| Bolzano 8 dicembre 2001, ore 18:30 | Francia | 29 – 18 (13-9) | Cina |  |

| Bolzano 8 dicembre 2001, ore 20:30 | Danimarca | 30 – 16 (17-7) | Ucraina |  |

| Bolzano 9 dicembre 2001, ore 16:30 | Cina | 32 – 25 (15-15) | Macedonia |  |

| Bolzano 9 dicembre 2001, ore 18:30 | Francia | 33 – 25 (17-13) | Ucraina |  |

| Bolzano 9 dicembre 2001, ore 20:30 | Danimarca | 23 – 16 (10-7) | Paesi Bassi |  |

### Girone B

#### Classifica
| Pos. | Squadra        | Pt | G | V | N | P | GF  | GS  | DR  |
| ---- | -------------- | -- | - | - | - | - | --- | --- | --- |
| 1.   | Svezia         | 10 | 5 | 5 | 0 | 0 | 135 | 116 | +19 |
| 2.   | Ungheria       | 8  | 5 | 4 | 0 | 1 | 142 | 117 | +25 |
| 3.   | Spagna         | 6  | 5 | 3 | 0 | 2 | 136 | 128 | +8  |
| 4.   | Angola         | 4  | 5 | 2 | 0 | 3 | 126 | 116 | +10 |
| 5.   | Romania        | 2  | 5 | 1 | 0 | 4 | 129 | 135 | -6  |
| 6.   | Rep. del Congo | 0  | 5 | 0 | 0 | 5 | 95  | 151 | -56 |

#### Risultati
| Merano 4 dicembre 2001, ore 16:30 | Ungheria | 24 – 23 (12-12) | Angola |  |

| Merano 4 dicembre 2001, ore 18:30 | Spagna | 29 – 25 (16-10) | Romania |  |

| Merano 4 dicembre 2001, ore 20:30 | Svezia | 29 – 21 (13-9) | Rep. del Congo |  |

| Merano 5 dicembre 2001, ore 16:30 | Angola | 28 – 27 (15-12) | Romania |  |

| Merano 5 dicembre 2001, ore 18:30 | Ungheria | 35 – 15 (21-9) | Rep. del Congo |  |

| Merano 5 dicembre 2001, ore 20:30 | Svezia | 27 – 24 (13-13) | Spagna |  |

| Merano 6 dicembre 2001, ore 16:30 | Angola | 27 – 13 (15-6) | Rep. del Congo |  |

| Merano 6 dicembre 2001, ore 18:30 | Svezia | 26 – 22 (16-13) | Romania |  |

| Merano 6 dicembre 2001, ore 20:30 | Ungheria | 27 – 23 (11-14) | Spagna |  |

| Merano 8 dicembre 2001, ore 16:30 | Svezia | 30 – 29 (15-17) | Ungheria |  |

| Merano 8 dicembre 2001, ore 18:30 | Romania | 29 – 25 (15-17) | Rep. del Congo |  |

| Merano 8 dicembre 2001, ore 20:30 | Spagna | 29 – 28 (13-16) | Angola |  |

| Merano 9 dicembre 2001, ore 16:30 | Ungheria | 27 – 26 (12-15) | Romania |  |

| Merano 9 dicembre 2001, ore 18:30 | Spagna | 31 – 21 (18-9) | Rep. del Congo |  |

| Merano 9 dicembre 2001, ore 20:30 | Svezia | 23 – 20 (13-10) | Angola |  |

### Girone C

#### Classifica
| Pos. | Squadra       | Pt | G | V | N | P | GF  | GS  | DR  |
| ---- | ------------- | -- | - | - | - | - | --- | --- | --- |
| 1.   | Russia        | 10 | 5 | 5 | 0 | 0 | 142 | 107 | +35 |
| 2.   | Jugoslavia    | 7  | 5 | 3 | 1 | 1 | 168 | 122 | +46 |
| 3.   | Austria       | 7  | 5 | 3 | 1 | 2 | 146 | 129 | +17 |
| 4.   | Corea del Sud | 4  | 5 | 2 | 0 | 3 | 146 | 133 | +13 |
| 5.   | Giappone      | 2  | 5 | 1 | 0 | 4 | 115 | 151 | -36 |
| 6.   | Groenlandia   | 0  | 5 | 0 | 0 | 5 | 77  | 152 | -75 |

#### Risultati
| Bressanone 4 dicembre 2001, ore 16:30 | Russia | 31 – 23 (13-11) | Giappone |  |

| Bressanone 4 dicembre 2001, ore 18:30 | Austria | 31 – 29 (14-19) | Corea del Sud |  |

| Bressanone 4 dicembre 2001, ore 20:30 | Jugoslavia | 35 – 13 (19-5) | Groenlandia |  |

| Bressanone 5 dicembre 2001, ore 16:30 | Russia | 27 – 20 (13-13) | Austria |  |

| Bressanone 5 dicembre 2001, ore 18:30 | Jugoslavia | 35 – 18 (14-8) | Giappone |  |

| Bressanone 5 dicembre 2001, ore 20:30 | Corea del Sud | 27 – 12 (15-5) | Groenlandia |  |

| Bressanone 6 dicembre 2001, ore 16:30 | Austria | 30 – 22 (13-9) | Giappone |  |

| Bressanone 6 dicembre 2001, ore 18:30 | Jugoslavia | 39 – 31 (22-17) | Corea del Sud |  |

| Bressanone 6 dicembre 2001, ore 20:30 | Russia | 29 – 13 (14-4) | Groenlandia |  |

| Bressanone 8 dicembre 2001, ore 16:30 | Russia | 26 – 23 (15-11) | Corea del Sud |  |

| Bressanone 8 dicembre 2001, ore 18:30 | Jugoslavia | 31 – 31 (16-14) | Austria |  |

| Bressanone 8 dicembre 2001, ore 20:30 | Giappone | 27 – 19 (11-12) | Groenlandia |  |

| Bressanone 9 dicembre 2001, ore 16:30 | Russia | 29 – 28 (13-12) | Jugoslavia |  |

| Bressanone 9 dicembre 2001, ore 18:30 | Corea del Sud | 36 – 25 (16-13) | Giappone |  |

| Bressanone 9 dicembre 2001, ore 20:30 | Austria | 34 – 20 (17-6) | Groenlandia |  |

### Girone D

#### Classifica
| Pos. | Squadra  | Pt | G | V | N | P | GF  | GS  | DR  |
| ---- | -------- | -- | - | - | - | - | --- | --- | --- |
| 1.   | Norvegia | 10 | 5 | 5 | 0 | 0 | 175 | 91  | +84 |
| 2.   | Slovenia | 8  | 5 | 4 | 0 | 1 | 147 | 114 | +33 |
| 3.   | Brasile  | 6  | 5 | 3 | 0 | 2 | 123 | 130 | -7  |
| 4.   | Italia   | 4  | 5 | 2 | 0 | 3 | 109 | 122 | -13 |
| 5.   | Tunisia  | 2  | 5 | 1 | 0 | 4 | 102 | 134 | -32 |
| 6.   | Uruguay  | 0  | 5 | 0 | 0 | 5 | 90  | 155 | -65 |

#### Risultati
| Bolzano 4 dicembre 2001, ore 16:30 | Slovenia | 25 – 22 (14-10) | Tunisia |  |

| Bolzano 4 dicembre 2001, ore 18:30 | Norvegia | 37 – 22 (19-10) | Brasile |  |

| Bolzano 4 dicembre 2001, ore 20:30 | Italia | 26 – 22 (15-9) | Uruguay |  |

| Bolzano 5 dicembre 2001, ore 16:30 | Slovenia | 36 – 23 (16-10) | Brasile |  |

| Bolzano 5 dicembre 2001, ore 18:30 | Norvegia | 48 – 11 (21-4) | Uruguay |  |

| Bolzano 5 dicembre 2001, ore 20:30 | Italia | 25 – 20 (12-11) | Tunisia |  |

| Bolzano 6 dicembre 2001, ore 16:30 | Brasile | 23 – 18 (10-8) | Uruguay |  |

| Bolzano 6 dicembre 2001, ore 18:30 | Norvegia | 30 – 18 (15-10) | Tunisia |  |

| Bolzano 6 dicembre 2001, ore 20:30 | Slovenia | 28 – 21 (16-9) | Italia |  |

| Bolzano 8 dicembre 2001, ore 16:30 | Brasile | 31 – 18 (20-8) | Tunisia |  |

| Bolzano 8 dicembre 2001, ore 18:30 | Slovenia | 34 – 16 (15-7) | Uruguay |  |

| Bolzano 8 dicembre 2001, ore 20:30 | Norvegia | 28 – 16 (15-6) | Italia |  |

| Bolzano 9 dicembre 2001, ore 16:30 | Tunisia | 24 – 23 (11-9) | Uruguay |  |

| Bolzano 9 dicembre 2001, ore 18:30 | Norvegia | 32 – 24 (13-11) | Slovenia |  |

| Bolzano 9 dicembre 2001, ore 20:30 | Brasile | 24 – 21 (13-12) | Italia |  |

## Fase finale

### Tabellone
|  | Ottavi di finale 11 dicembre 2001 | Ottavi di finale 11 dicembre 2001 |            |    | Quarti di finale 13 dicembre 2001 | Quarti di finale 13 dicembre 2001 |  |  | Semifinale 15 dicembre 2001 | Semifinale 15 dicembre 2001 |  |  | Finale 16 dicembre 2001 | Finale 16 dicembre 2001 |
|  |                                   |                                   |            |    |                                   |                                   |  |  |                             |                             |  |  |                         |                         |
|  |                                   |                                   |            |    |                                   |                                   |  |  |                             |                             |  |  |                         |                         |
|  |                                   |                                   |            |    |                                   |                                   |  |  |                             |                             |  |  |                         |                         |
|  | Russia                            | 24                                |            |    |                                   |                                   |  |  |                             |                             |  |  |                         |                         |
|  | Russia                            | 24                                |            |    |                                   |                                   |  |  |                             |                             |  |  |                         |                         |
|  | Italia                            | 19                                |            |    |                                   |                                   |  |  |                             |                             |  |  |                         |                         |
|  | Italia                            | 19                                | Russia     | 30 |                                   |                                   |  |  |                             |                             |  |  |                         |                         |
|  |                                   |                                   | Russia     | 30 |                                   |                                   |  |  |                             |                             |  |  |                         |                         |
|  |                                   | Ungheria                          | 23         |    |                                   |                                   |  |  |                             |                             |  |  |                         |                         |
|  | Cina                              | Ungheria                          | 23         | 23 |                                   |                                   |  |  |                             |                             |  |  |                         |                         |
|  | Cina                              |                                   |            | 23 |                                   |                                   |  |  |                             |                             |  |  |                         |                         |
|  | Ungheria                          | 24                                |            |    |                                   |                                   |  |  |                             |                             |  |  |                         |                         |
|  | Ungheria                          | 24                                | Russia     | 26 |                                   |                                   |  |  |                             |                             |  |  |                         |                         |
|  |                                   |                                   | Russia     | 26 |                                   |                                   |  |  |                             |                             |  |  |                         |                         |
|  |                                   | Danimarca                         | 20         |    |                                   |                                   |  |  |                             |                             |  |  |                         |                         |
|  | Danimarca                         | Danimarca                         | 20         | 30 |                                   |                                   |  |  |                             |                             |  |  |                         |                         |
|  | Danimarca                         |                                   |            | 30 |                                   |                                   |  |  |                             |                             |  |  |                         |                         |
|  | Angola                            | 18                                |            |    |                                   |                                   |  |  |                             |                             |  |  |                         |                         |
|  | Angola                            | 18                                | Danimarca  | 27 |                                   |                                   |  |  |                             |                             |  |  |                         |                         |
|  |                                   |                                   | Danimarca  | 27 |                                   |                                   |  |  |                             |                             |  |  |                         |                         |
|  |                                   | Austria                           | 26         |    |                                   |                                   |  |  |                             |                             |  |  |                         |                         |
|  | Austria                           | Austria                           | 26         | 26 |                                   |                                   |  |  |                             |                             |  |  |                         |                         |
|  | Austria                           |                                   |            | 26 |                                   |                                   |  |  |                             |                             |  |  |                         |                         |
|  | Slovenia                          | 21                                |            |    |                                   |                                   |  |  |                             |                             |  |  |                         |                         |
|  | Slovenia                          | 21                                | Russia     | 30 |                                   |                                   |  |  |                             |                             |  |  |                         |                         |
|  |                                   |                                   | Russia     | 30 |                                   |                                   |  |  |                             |                             |  |  |                         |                         |
|  |                                   | Norvegia                          | 25         |    |                                   |                                   |  |  |                             |                             |  |  |                         |                         |
|  | Spagna                            | Norvegia                          | 25         | 25 |                                   |                                   |  |  |                             |                             |  |  |                         |                         |
|  | Spagna                            |                                   |            | 25 |                                   |                                   |  |  |                             |                             |  |  |                         |                         |
|  | Francia                           | 32                                |            |    |                                   |                                   |  |  |                             |                             |  |  |                         |                         |
|  | Francia                           | 32                                | Francia    | 26 |                                   |                                   |  |  |                             |                             |  |  |                         |                         |
|  |                                   |                                   | Francia    | 26 |                                   |                                   |  |  |                             |                             |  |  |                         |                         |
|  |                                   | Norvegia                          | 29         |    |                                   |                                   |  |  |                             |                             |  |  |                         |                         |
|  | Norvegia                          | Norvegia                          | 29         | 29 |                                   |                                   |  |  |                             |                             |  |  |                         |                         |
|  | Norvegia                          |                                   |            | 29 |                                   |                                   |  |  |                             |                             |  |  |                         |                         |
|  | Corea del Sud                     | 25                                |            |    |                                   |                                   |  |  |                             |                             |  |  |                         |                         |
|  | Corea del Sud                     | 25                                | Norvegia   | 34 |                                   |                                   |  |  |                             |                             |  |  |                         |                         |
|  |                                   |                                   | Norvegia   | 34 |                                   |                                   |  |  |                             |                             |  |  |                         |                         |
|  |                                   | Jugoslavia                        | 33         |    | Finale 3º posto 16 dicembre 2001  | Finale 3º posto 16 dicembre 2001  |  |  |                             |                             |  |  |                         |                         |
|  | Brasile                           | Jugoslavia                        | 33         | 22 | Finale 3º posto 16 dicembre 2001  | Finale 3º posto 16 dicembre 2001  |  |  |                             |                             |  |  |                         |                         |
|  | Brasile                           |                                   |            | 22 |                                   |                                   |  |  |                             |                             |  |  |                         |                         |
|  | Jugoslavia                        | 38                                |            |    |                                   |                                   |  |  |                             |                             |  |  |                         |                         |
|  | Jugoslavia                        | 38                                | Jugoslavia | 32 | Danimarca                         | 40                                |  |  |                             |                             |  |  |                         |                         |
|  |                                   |                                   | Jugoslavia | 32 | Danimarca                         | 40                                |  |  |                             |                             |  |  |                         |                         |
|  |                                   | Svezia                            | 18         |    | Jugoslavia                        | 42                                |  |  |                             |                             |  |  |                         |                         |
|  | Svezia                            | Svezia                            | 18         | 23 | Jugoslavia                        | 42                                |  |  |                             |                             |  |  |                         |                         |
|  | Svezia                            |                                   |            | 23 |                                   |                                   |  |  |                             |                             |  |  |                         |                         |
|  | Paesi Bassi                       | 21                                |            |    |                                   |                                   |  |  |                             |                             |  |  |                         |                         |
|  | Paesi Bassi                       | 21                                |            |    |                                   |                                   |  |  |                             |                             |  |  |                         |                         |

### Ottavi di finale
| Bressanone 11 dicembre 2001, ore 18:00 | Francia | 32 – 25 (17-13) | Spagna |  |

| Trento 11 dicembre 2001, ore 18:00 | Ungheria | 24 – 23 (11-13) | Cina |  |

| Merano 11 dicembre 2001, ore 18:00 | Jugoslavia | 38 – 22 (22-9) | Brasile |  |

| Bolzano 11 dicembre 2001, ore 18:00 | Austria | 26 – 21 (14-13) | Slovenia |  |

| Bolzano 11 dicembre 2001, ore 20:30 | Danimarca | 30 – 28 (16-8) | Angola |  |

| Merano 11 dicembre 2001, ore 20:30 | Svezia | 23 – 21 (10-10) | Paesi Bassi |  |

| Trento 11 dicembre 2001, ore 20:30 | Russia | 24 – 19 (10-10) | Italia |  |

| Bressanone 11 dicembre 2001, ore 20:30 | Norvegia | 29 – 25 (16-14) | Corea del Sud |  |

### Quarti di finale
| Merano 13 dicembre 2001, ore 20:30 | Russia | 30 – 23 (15-10) | Ungheria |  |

| Bolzano 13 dicembre 2001, ore 20:30 | Norvegia | 29 – 26 (15-11) | Francia |  |

| Bressanone 13 dicembre 2001, ore 20:30 | Danimarca | 27 – 26 (15-15) | Austria |  |

| Trento 13 dicembre 2001, ore 20:30 | Jugoslavia | 32 – 18 (13-9) | Svezia |  |

### Semifinali
| Trento 15 dicembre 2001, ore 20:30 | Russia | 26 – 20 (11-12) | Danimarca |  |

| Bolzano 15 dicembre 2001, ore 20:30 | Norvegia | 34 – 33 (d.t.s.) (15-16; 29-29) | Jugoslavia |  |

### Play-off 5º-8º posto
| Trento 15 dicembre 2001, ore 18:00 | Ungheria | 36 – 33 (16-19) | Austria |  |

| Bolzano 15 dicembre 2001, ore 18:00 | Francia | 22 – 21 (10-9) | Svezia |  |

### Finale 7º posto
| Merano 16 dicembre 2001, ore 10:00 | Austria | 33 – 31 (20-13) | Svezia |  |

### Finale 5º posto
| Merano 16 dicembre 2001, ore 12:30 | Francia | 31 – 30 (14-16) | Ungheria |  |

### Finale 3º posto
| Merano 16 dicembre 2001, ore 16:00 | Jugoslavia | 42 – 40 (d.t.s.) (14-17; 34-34) | Danimarca |  |

### Finale
| Merano 16 dicembre 2001, ore 16:00 | Russia | 30 – 25 (18-12) | Norvegia |  |

## Classifica finale
| Pos.    | Nazione        |
| ------- | -------------- |
| Oro     | Russia         |
| Argento | Norvegia       |
| Bronzo  | Jugoslavia     |
| 4       | Danimarca      |
| 5       | Francia        |
| 6       | Ungheria       |
| 7       | Austria        |
| 8       | Svezia         |
| 9       | Slovenia       |
| 10      | Spagna         |
| 11      | Cina           |
| 12      | Brasile        |
| 13      | Angola         |
| 14      | Paesi Bassi    |
| 15      | Corea del Sud  |
| 16      | Italia         |
| 17      | Romania        |
| 18      | Ucraina        |
| 19      | Tunisia        |
| 20      | Giappone       |
| 21      | Macedonia      |
| 22      | Rep. del Congo |
| 23      | Uruguay        |
| 24      | Groenlandia    |

## Statistiche

### Classifica marcatrici
Fonte:.
| Pos. | Nome             | Nazionale  | Reti | Tiri |
| ---- | ---------------- | ---------- | ---- | ---- |
| 1    | Ausra Fridrikas  | Austria    | 87   | 157  |
| 2    | Leila Lejeune    | Francia    | 71   | 122  |
| 3    | Natalia Morskova | Spagna     | 67   | 98   |
| 4    | Kjersti Grini    | Norvegia   | 53   | 85   |
| 5    | Asa Eriksson     | Svezia     | 50   | 86   |
| 6    | Maja Savić       | Jugoslavia | 49   | 71   |
| 6    | Chao Zhai        | Cina       | 49   | 88   |
| 8    | Elena Čausova    | Russia     | 47   | 72   |
| 8    | Bojana Petrović  | Jugoslavia | 47   | 84   |
| 10   | Barbara Strass   | Austria    | 45   | 66   |
| 10   | Sandra Kolaković | Jugoslavia | 45   | 69   |

## Premi individuali
Migliori giocatrici del torneo.
| Ruolo              | Giocatrice         |
| ------------------ | ------------------ |
| Miglior giocatrice | Ausra Fridrikas    |
| Portiere           | Cecilie Leganger   |
| Ala sinistra       | Maja Savić         |
| Terzino sinistro   | Leila Lejeune      |
| Centrale           | Irina Poltorackaja |
| Terzino destro     | Mette Vestergaard  |
| Ala destra         | Beatrix Balogh     |
| Pivot              | Ljudmila Bodnieva  |